# Beaumontia multiflora
Beaumontia multiflora là một loài thực vật có hoa trong họ La bố ma. Loài này được Teijsm. & Binn. mô tả khoa học đầu tiên năm 1853.